# Leelo Tungal

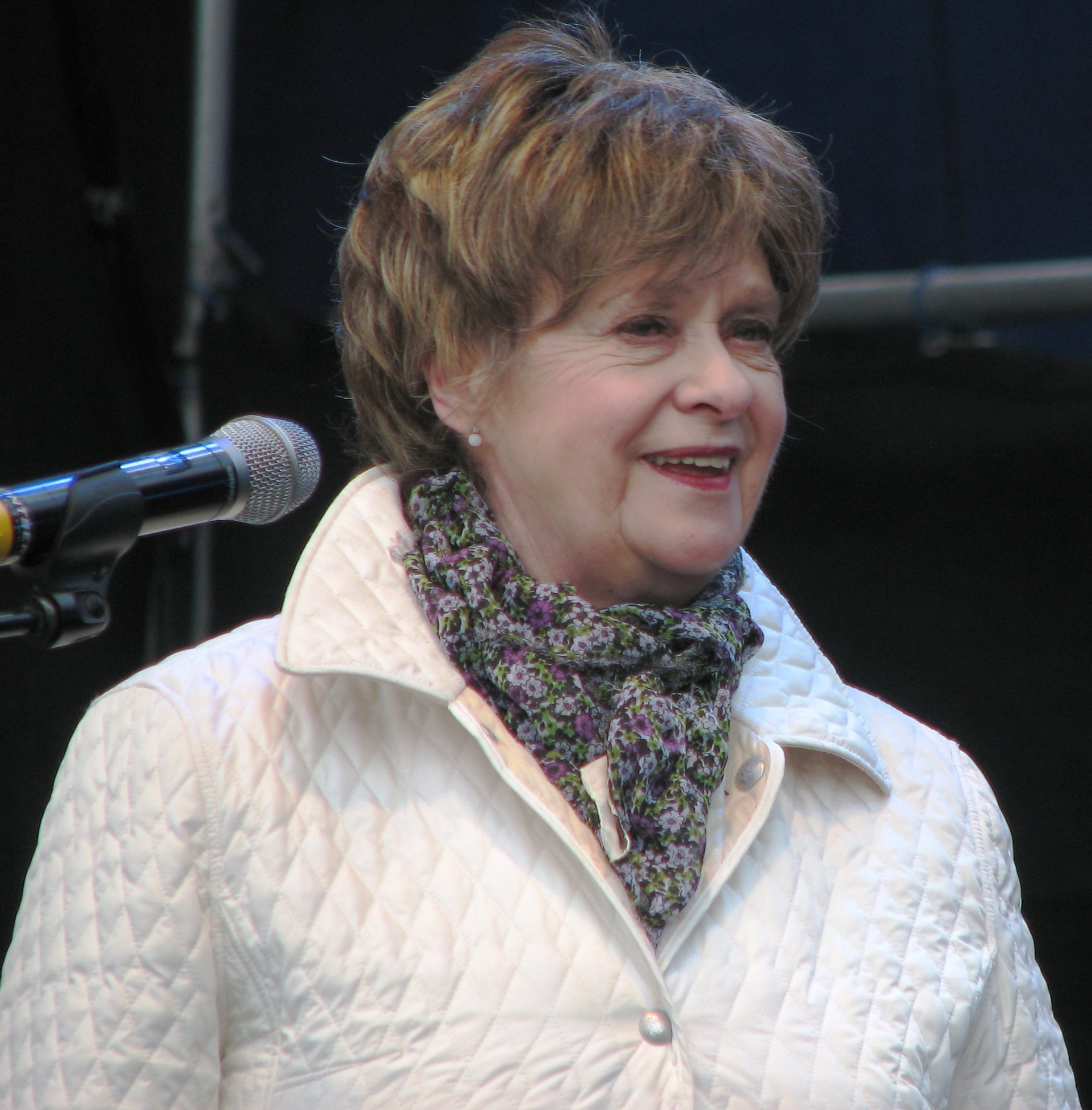
Leelo Tungal (2010)

Leelo Tungal (* 22. Juni 1947 in Tallinn) ist eine estnische Schriftstellerin und Dichterin. Sie ist eine der produktivsten zeitgenössischen Kinder- und Jugendbuchautoren Estlands.

## Leben
Leelo Tungal besuchte von 1954 bis 1965 die Schule in Ruila und Tallinn. Sie schloss 1972 ihr Studium der estnischen Philologie an der Staatlichen Universität Tartu ab. Anschließend war sie als Lehrerin für Estnisch, dann in den Redaktionen von bekannten (Jugend-)Zeitschriften beschäftigt, die in der Estnischen SSR erschienen, darunter Pioneer und Täheke. 1979 trat sie dem Schriftstellerverband der Estnischen SSR (Eesti NSV Kirjanike Liit) bei.
1966 debütierte Leelo Tungal als Schriftstellerin in der Lyrikanthologie Kummaliselt kiivitajad kurtsid. Sie schrieb zahlreiche Erzählungen, Kindergeschichten und -gedichte, Lyrik für Erwachsene und Opernlibretti. Daneben ist sie als Übersetzerin aus dem Russischen, Englischen und Deutschen tätig. Leelo Tungal verfasst auch bekannte Liedtexte. Ihr Stück Muretut meelt ja südametuld vertrat Estland beim Eurovision Song Contest 1993, der Song Nagu merelaine nahm am Eurovision Song Contest 1994 teil.
Seit 1984 lebt Tungal als freischaffende Schriftstellerin. 1994 gründete sie die Zeitschrift Hea Laps („Das gute Kind“) und wurde deren Chefredakteurin.

## Auszeichnungen
- 1993 Anton-Hansen-Tammsaare-Preis der Gemeinde Albu
- 1993 Eduard-Vilde-Preis
- 1995, 2000, 2007 Karl-Eduard-Sööt-Preis für Kindergedichte
- 1998 Literaturpreis des Estnischen Kulturkapitals (Kinderliteratur)
- 2005 Orden des weißen Sterns, IV. Klasse
- 2015 Ferdinand-Johann-Wiedemann-Preis
- 2018 Literaturpreis des Estnischen Kulturkapitals (Kinderliteratur)
- 2019 Lebenswerkpreis des Estnischen Kulturkapitals
- 2019 Virumaa-Literaturpreis
- 2019 Literaturpreis der Baltischen Versammlung

## Werke (Auswahl)
- Karune lugu (Gedichte für Kleinkinder, 1975)
- Koera elu (Gedichte für Kleinkinder, 1976)
- Ilus vana naine (Erzählungen, 1978)
- Neitsi Maarja neli päeva (Jugenderzählung, 1980)
- Mullaketraja (Gedichtsammlung für Erwachsene, 1981)
- Tedremäng (Gedichtsammlung für Erwachsene, 1982)
- Pool koera (Kindererzählung, 1983)
- Kirju liblika suvi (Kindererzählung, 1986)
- Kartul, lehm ja kosmonaut (Kinderbuch, 1986)
- Vana vahva lasteaed (Gedichte für Kleinkinder, 1988)
- Küll on hea (Gedichte für Kinder, 1988)
- Kristiina, see keskmine (Kindererzählung, 1989)
- Ainus kangelastegu on naeratus (Gedichtsammlung für Erwachsene, 1991)
- Põrsas pamp (Gedichte für Kinder, 1993)
- Käsi on valge ja süda on must. Luulet 1963-2002 (Lyrikanthologie, 2002)
- Lumemees Ludvigi õnn (2016, illustriert von Regina Lukk-Toompere)
  - deutsch: Schneemann Ludwigs größtes Glück Aus dem Estnischen von Carsten Wilms. Berlin: Kullerkupp Kinderbuch Verlag 2017. ISBN  978-3-947079-04-9
- Seltsimees laps. 1) Seltsimees laps ja suured inimesed. Veel üks jutustus õnnelikust lapsepõlvest. 2) Samet ja saepuru ehk Seltsimees laps ja kirjatähed. 3) Naisekäe puudutus ehk Seltsimees laps ja isa. 2018 (Die einzelnen Bände sind erstmals 2008, 2009 und 2018 erschienen)
  - deutsch: Genossin Kind. Aus dem Estnischen von Cornelius Hasselblatt. Lüneburg: Plaggenhauer 2021. 655 S.

## Privatleben
Leelo Tungal war mit dem estnischen Komponisten Raimo Kangro (1949–2001) verheiratet. Das Paar hat drei Töchter, eine von ihnen ist die Schriftstellerin Maarja Kangro.